# Crematogaster coarctata
Crematogaster coarctata es una especie de hormiga acróbata del género Crematogaster, familia Formicidae. Fue descrita científicamente por Mayr en 1870.
Habita en el continente americano, en México y los Estados Unidos. Se ha encontrado a elevaciones que van desde los 5 hasta los 3000 metros de altura.
Las colonias de Crematogaster coarctata habitan en chaparrales, en matorrales de Sarcobatus, en bosques de robles, en Artemisia vulgaris, en Juniperus (conocidos como enebros), en bosques de piñones y en pastizales. Además se encuentra en varios microhábitats como piedras, vegetación baja, hojarasca y en árboles pequeños como Arctostaphylos.